# Reimo
Reimo is een historisch merk van wegrace-motorfietsen.
De Reimo-motorfietsen waren Duitse zelfbouwracers van Wolgang Reinhard en wereldkampioen zijspanrace Horst Owesle uit Ludwigshafen. Zij bouwden in 1971 hun eerste 125 cc tweecilinder op basis van Suzuki-onderdelen. Later werd nog een special op basis van de Suzuki GT 750 gebouwd.